# (35064) 1988 RE10
1988 أر إي 10 (ويعرف أيضًا باسم (35064) 1988 أر إي 10 وفق تسمية الكوكب الصغير) (بالإنجليزية: 1988 RE10)‏ هو كويكب ضمن حزام الكويكبات؛ وترتيبه 35064 من حيث الاكتشاف.
اكتُشف هذا الجُرم الفلكي بواسطة شيلت جون بوبي في 14 سبتمبر 1988.

## وصلات خارجية
- (35064) 1988 RE10 في قاعدة بيانات مختبر الدفع النفاث لأجرام النظام الشمسي الصغيرة

- الاكتشاف · مخطط المدار ·  العناصر المدارية · المعلمات المادية

- (35064) 1988 RE10 على موقع ويكي سكاي: DSS2, SDSS, GALEX, IRAS, Hydrogen α, X-Ray, Astrophoto, Sky Map, Articles and images